# Juglans major
Juglans major là một loài thực vật có hoa trong họ Juglandaceae. Loài này được (Torr.) A. Heller mô tả khoa học đầu tiên năm 1904.

## Hình ảnh

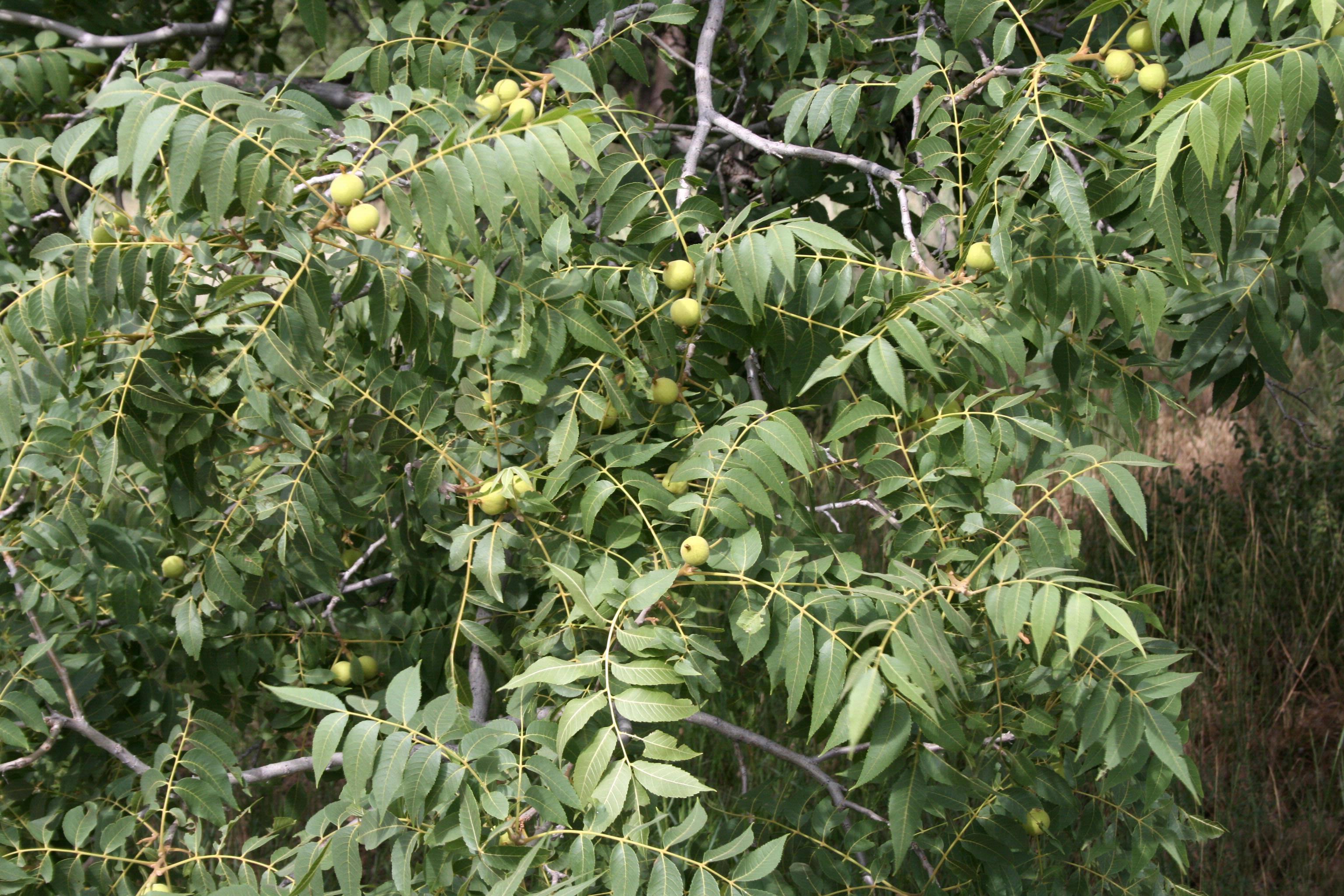
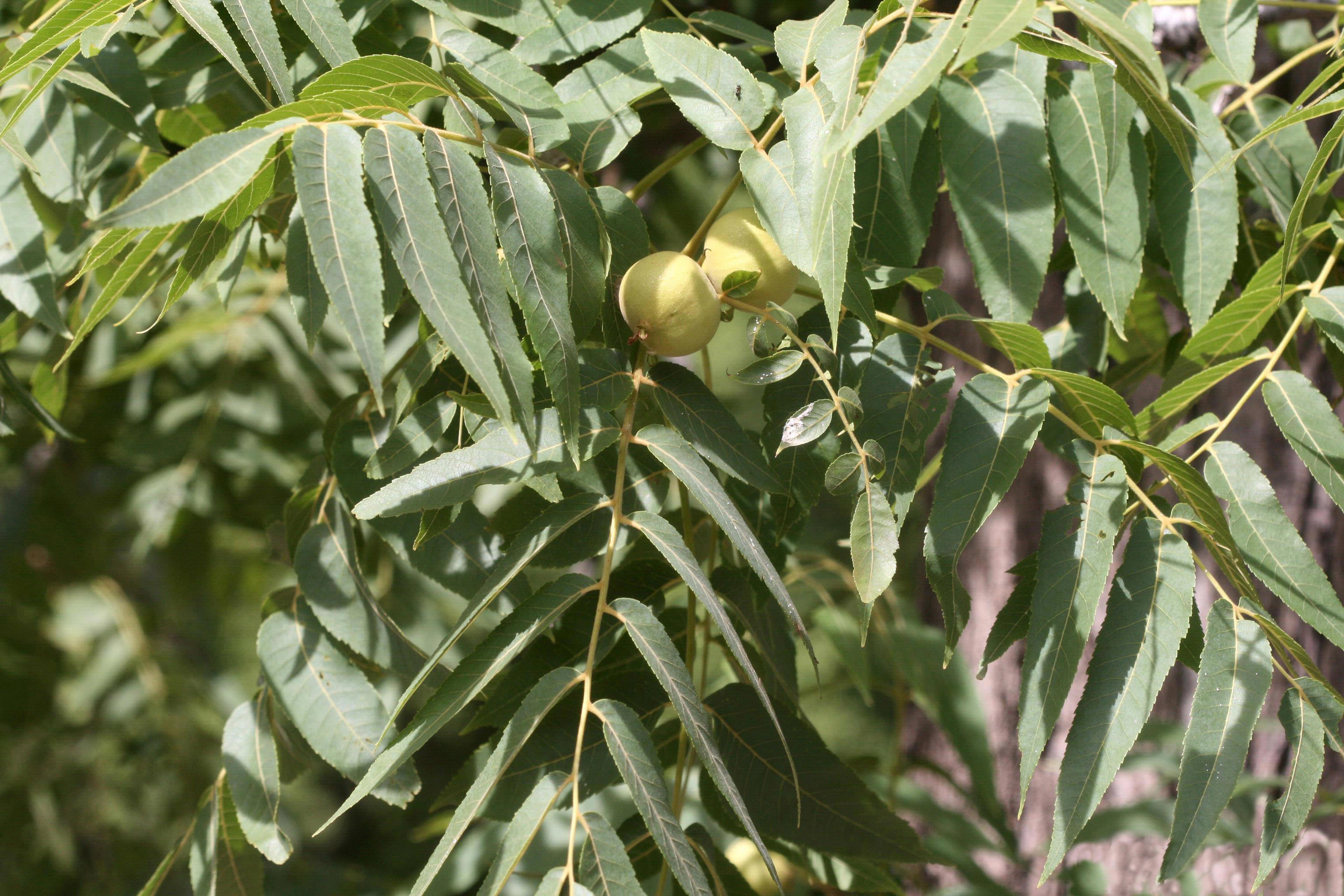
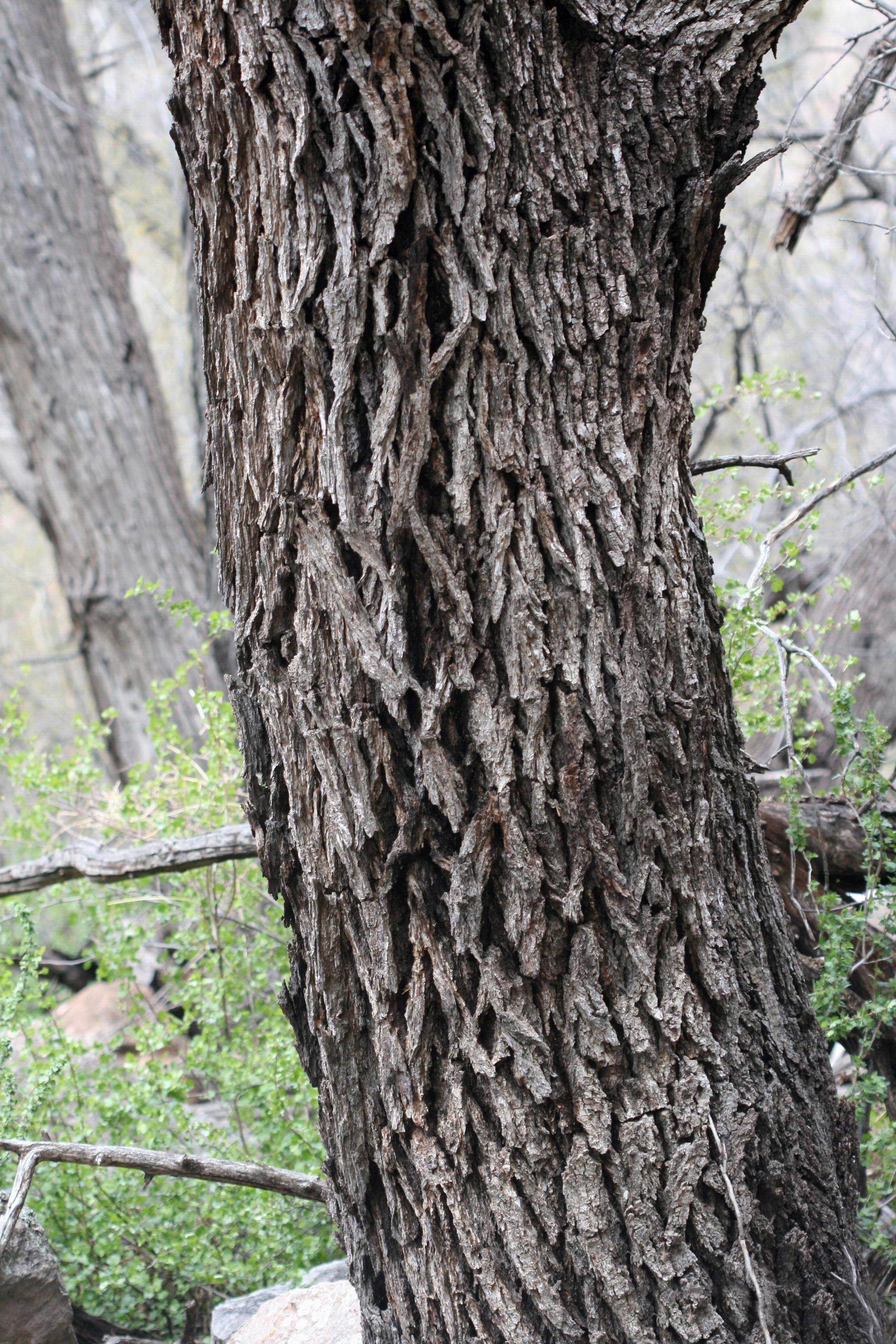